# Festival de cinéma africain de Ouagadougou 1969
Le premier « Festival de Cinéma Africain de Ouagadougou » (et non la « Semaine de Cinéma Africain de Ouagadougou » comme on le lit souvent) se déroule du 1er au 15 février 1969 à Ouagadougou, la capitale de la Haute Volta (actuel Burkina Faso). Il porte encore ce nom en 1970 et ne deviendra le Festival panafricain du cinéma de Ouagadougou que lors de son institutionnalisation en 1972 pour sa troisième édition.

## Contexte
Des documents sur le cinéma africain sont présentés lors des congrès des écrivains et artistes noirs à Paris en 1956 et à Rome en 1959, en présence d'Ousmane Sembène. En France, en 1953, Léon-Jean Dechartre crée le festival national du cinéma non-professionnel à Saint-Cast (Bretagne) et consacre une section au cinéma africain : le festival devient un lieu de rencontre des cinéastes en herbe. Il se déplace à Dinard en 1966 et devient en 1969 le Festival international du film et d'échanges francophones (FIFEF) en consacrant deux journées à l'Afrique.
Quelques films africains sont montrés à Hyères, Cannes ou Venise, une littérature documentaire et critique se développe, notamment avec Paulin Soumanou Vieyra, mais, au lendemain des Indépendances et alors que les premières télévisions nationales et les premières œuvres de cinéastes africains apparaissent, c'est plutôt au Maghreb que s'organise le cinéma : nationalisation partielle de l’industrie du cinéma égyptienne en 1961, création du Centre national du cinéma algérien (CNCA) en 1964 et création du festival du film amateur à Kélibia en Tunisie la même année. En 1966 est créé à Tunis un festival ayant pour vocation de montrer le cinéma d'Afrique subsaharienne et du monde arabe, les Journées cinématographiques de Carthage.
En Afrique sub-saharienne francophone cependant, sont créés notamment en 1961 le Centre national de production cinématographique  en Haute-Volta, et en 1962 l’Office du cinéma malien et la Société Ivoirienne du Cinéma, mais c'est surtout au premier Festival mondial des arts nègres à Dakar en 1966 que la question d'un cinéma africain est posée : un groupe cinéma y prévoit de constituer des archives visuelles des traditions culturelles africaines et de développer un bureau interafricain de la cinématographie.

## Origine
Les auteurs divergent sur l'origine exacte du festival. Ils convergent cependant sur le fait que l'initiative vient de Claude Prieux, directeur du Centre culturel franco-voltaïque de Ouagadougou, ce que confirme Alimata Salambéré, première présidente du comité d'organisation. Mais alors que Colin Dupré et Hamidou Ouedraogo attribuent l'idée à un groupe de cinéphiles du ciné-club du Centre présidé par René Bernard Yonli, Inoussa Ousséïni indique que Claude Prieux y pense déjà lorsqu'il dirige le Centre culturel français de Saint-Louis du Sénégal, son poste précédent. Il avait associé au projet  Paulin Soumanou Vieyra et Ousmane Sembène, lequel lui suggère de conserver le festival à Ouagadougou pour en garder la maîtrise et lui promet de lui ouvrir son carnet d'adresses international. Déjà, en 1968, une première semaine de cinéma africain est organisée à Saint-Louis où participe Paulin Soumanou Vieyra.
Claude Prieux peut s'appuyer sur les films de la Cinémathèque Afrique du ministère français de la Coopération, qui, créée en 1963, conserve et diffuse les premiers films africains. Il demande en outre aux cinéastes s'ils peuvent prêter leurs films et tous sont d'accord.
La motivation principale est de « décoloniser les écrans » : pouvoir voir des films africains, que ne programment pas les six salles 35 mm du pays.

## Déroulement

### Préparation
Claude Prieux propose à un large panel de personnalités culturelles et institutionnelles locales de s'associer pour préparer l'événement au sein d'un Comité d'organisation dont la première réunion a lieu le 20 novembre 1968 :
- François Bassolé (ou Bassolet), directeur de l'Information (qui comporte une section de films documentaires supervisée par Serge Ricci).
- Djassanou Moïse Lankoandé, pour le ministère de l’Éducation nationale.
- Aïssé Mensah, pour le ministère de l'Intérieur
- Michel Izard, pour le Centre voltaïque de recherches scientifiques (CVRS).
- Sondé Augustin Coulibaly, pour le Cercle d'activité littéraire et artistique de Haute-Volta (CALAHV).
- Ignace Sandwidi pour l'Association voltaïque pour la culture africaine (AVCA)
- Laouchez, directeur du Centre national des Arts.
- Mamadou Simporé, directeur général des Postes pour faciliter la gestion du courrier.
- Medah et René Bernard Yonli pour le ciné-club de Ouagadougou, réalisateur plus tard de Sur le chemin de la réconciliation, le second long métrage du pays.
- Hamidou Ouedraogo, pour la Mairie de Ouagadougou, qui participe lui-même au ciné-club[15].
- François Mifsud, chef du service culturel de l’Ambassade de France à Ouagadougou.
- Henri Micaux, directeur du Centre culturel franco-voltaïque de Bobo Dioulasso.
- Roger Nikiéma de la Radiodiffusion de Haute-Volta.
- Bernard Lothe, directeur de l'Agence France Presse.
- un représentant d'Air Afrique.
- Odette Sanogo (ou Sanogoh), Cheffe des programmes de la télévision nationale, qui demande de la remplacer à la journaliste Alimata Salambéré, présentatrice vedette du journal télévisé et qui anime l'émission Magazine de la femme.

Seule femme du Comité, c'est elle qui est élue présidente sur proposition de François Mifsud,. François Bassolé et Eugène Lompo sont vice-présidents, Claude Prieux est secrétaire général et Hamidou Ouedraogo est trésorier général.
Des commissions sont constituées. La tutelle est assurée par le ministre de l'Education nationale et par le ministre de l'Information, des Postes et Télécommunications, sous la présidence du général Sangoulé Lamizana, Chef de l'Etat.
Pour lancer l'événement sur le plan international, Claude Prieux invite au festival deux critiques français de cinéma : Louis Marcorelles du journal Le Monde et Guy Hennebelle qui publie trois ans plus tard Les Cinémas africains en 1972.
Pour sensibiliser au cinéma africain, des enseignants et étudiants sont formés pour animer des débats après les films et les tables-rondes.

### Cérémonie d'ouverture
En tant que présidente du Comité d'organisation, Alimata Salambéré, 27 ans, prononce à la Maison du Peuple, en présence du général Sangoulé Lamizana qui a accepté de parrainer le festival, le discours d'accueil avec une phrase devenue célèbre : « Un cinéma africain qui parle des Africains ; un cinéma africain réalisé par des Africains ».
Alimata Salambéré convainc le Comité de programmer  à la cérémonie d'ouverture Cabascabo d'Oumarou Ganda, où un jeune Africain est enrôlé dans le corps expéditionnaire français en Indochine et voit ses camarades mourir pour une cause qui n’est pas la leur. Elle est persuadée que le Chef de l'Etat y serait sensible, qui était lui-même tirailleur en Indochine. Il l'a été puisqu'il fait remettre par son aide de camp 200 000 francs CFA à l’intention du Comité, et s’investit pour que le festival continue.

### Programmation
Les projections ont lieu au Centre culturel franco-voltaïque, à la Maison du peuple, aux cinémas Nader et Olympia, à l'Ecole nationale d'administration et au Quartier Pelhogin, ainsi qu'au Lycée Zinda Kaboré et au Cours normal de Jeunes filles.
| Titre                        | Réalisation                    | Pays        |
| ---------------------------- | ------------------------------ | ----------- |
| La Grande case bamiléké      | Jean-Pierre N'Gassa            | Cameroun    |
| La Fleur dans le sang        | Urbain N'Dia                   | Cameroun    |
| Point de vue I               | Urbain N'Dia                   | Cameroun    |
| Tam-tam à Paris              | Thérèse Sita-Bella             | Cameroun    |
| Moro Naba                    | Jean Rouch                     | France      |
| Bataille sur le grand fleuve | Jean Rouch                     | France      |
| Jaguar                       | Jean Rouch                     | France      |
| Noces d'eau                  | Serge Ricci et Sékou Ouedraogo | Haute-Volta |
| Le Bagré                     | Serge Ricci et Sékou Ouedraogo | Haute-Volta |
| Le Masque des feuilles       | Guy Le Moal                    | France      |
| Gourouma, bergers sacrés     | Igor de Garine                 | France      |
| Le Retour d'un aventurier    | Mustapha Alassane              | Niger       |
| Aouré                        | Mustapha Alassane              | Niger       |
| La Bague du roi Koda         | Mustapha Alassane              | Niger       |
| Cabascabo                    | Oumarou Ganda                  | Niger       |
| Demain à Nanguila            | Joris Ivens                    | Pays-Bas    |
| Et la neige n'était plus...  | Ababacar Samb Makharam         | Sénégal     |
| Borom Sarret                 | Ousmane Sembène                | Sénégal     |
| La Noire de...               | Ousmane Sembène                | Sénégal     |
| Grand Magal à Touba          | Blaise Senghor                 | Sénégal     |
| Sarzan                       | Momar Thiam                    | Sénégal     |
| Môl                          | Paulin Soumanou Vieyra         | Sénégal     |
| Lamb                         | Paulin Soumanou Vieyra         | Sénégal     |
| Avec l'Ensemble national     | Paulin Soumanou Vieyra         | Sénégal     |

Cette liste est établie à partir du livre d'Hamidou Ouedraogo, seule source existante en l'absence d'archives au FESPACO sur la période 1969-1979. Il est étonnant qu'il ne mentionne pas de film pour Timité Bassori, présent au festival. Le Journal de l'Afrique mentionne la projection de son court métrage documentaire Feux de brousse.
Les cinéastes africains présents sont en effet Timité Bassori, Mustapha Alassane, Oumarou Ganda, Paulin Soumanou Vieyra, Ousmane Sembène, Sékou Ouedraogo et Issaka Thiombiano.
La cinémathèque du ministère français de la Coopération, qui dispose d'une cinquantaine de films, prête certaines copies. Ont ainsi été projetés : Orfeu Negro de Marcel Camus, Kaka-Yo de Sébastien Kamba, Bambo du Caméra-club du lycée technique de Bamako, Mouna ou le rêve d'un artiste d'Henri Duparc, Ganvié mon village du Dahoméen Pascal Abikanlou, Diankha-bi de Mahama Johnson Traoré, ainsi que L'OCAM à Niamey.
De Haute-Volta, sont également projetés 6ème anniversaire de la Haute-Volta, Visite officielle du président Lamizana au Ghana, L'Ecole des paysans.

### Faits marquants
La publicité du festival se fait par organes de presse écrite et parlée, et par crieur public.
La mairie de Ouagadougou exonère le festival de la taxe sur les spectacles de 10 %, ce qui représente sa subvention. Les deux salles Nader et Olympia sont toujours pleines. Le festival touche environ 10 000 spectateurs et les places sont à 200 francs CFA, avec des cartes abonnement et des réductions pour les étudiants. Avec un total de recettes de 822 090 francs CFA et de dépenses de 602 680 francs CFA, le festival réalise un bénéfice de 219 410 francs CFA.
Le festival n'est pas compétitif. Une association à but non-lucratif qui porte le nom de « Comité du Festival de cinéma africain de Ouagadougou » est créée pour porter le festival mais les organisateurs souhaitent qu'il devienne une institution d'Etat, ce qu'il sera en 1972 avec une compétition.

### Cérémonie de clôture
Le 15 février à la Maison du Peuple, Moïse Lankouandé, ministre de l'Education nationale, de la Jeunesse et des Sports, déclare dans son allocution : « Habituellement le public va au cinéma. Cette fois, c'est le cinéma qui est allé au public », souhaitant que les films « quittent les festivals et les ciné-clubs et soient présentés dans les salles de spectacle ». Il espère néanmoins que le festival perdure pour que « Ouagadougou devienne la capitale du cinéma africain ». Quant au général Sangoulé Lamizana, il parle d'une « prise de conscience du phénomène-cinéma qui imprime sur la conscience de l'homme moderne sa marque indélébile » et refuse que « l'Afrique soit le réceptacle de films ratés que l'industrie du cinéma occidental déverse sur le continent ». Citant Jean Cocteau, il recommande à l'amateur « d'être un mauvais élève ; c'est de la sorte que naissent les chefs-d'œuvre ».

## Suites du festival
Initiative privée qui a réussi à mobiliser les autorités et un large public, le festival est un succès mais Claude Prieux est muté à Lomé quelques mois après le festival pour avoir projeté « certains films africains révolutionnaires », et cela malgré une lettre du 15 avril 1969 du ministre de l'Education Moïse Lankouandé à l'Ambassadeur de France demandant de surseoir à cette affectation pour qu'il puisse continuer à participer au Comité d'organisation en tant que conseiller technique. Fin 1986, Claude Prieux est de nouveau nommé directeur du Centre culturel français de Saint-Louis du Sénégal. 
Dans une interview de Voix Voltaïques, la revue trimestrielle de l'Association voltaïque pour la culture africaine (AVCA), où les cinéastes indiquent que l'organisation a été parfaite, Ousmane Sembène déclare que « c'est la première fois en Afrique noire que nous nous retrouvons, même si on est quatre pelés cinéastes », ajoutant : « Sur le plan continental, notre naissance a eu lieu à Ouagadougou ». Tous s'accordent à se réjouir du contact avec le public, Oumarou Ganda complétant : « Ce festival nous a prouvé que le public africain veut voir des films africains ».
Dès le lendemain du festival, Alimata Salambéré, François Bassolé et Hamidou Ouedraogo se rendent à Niamey pour participer à la première Conférence des pays entièrement ou particulièrement de langue française (Francophonie) qui se tient du 17 au 20 février 1969, réunissant 28 pays. Ils sont rejoints par Ousmane Sembène et les réalisateurs nigériens Oumarou Ganda et Mustapha Alassane pour faire pression en faveur d'un soutien au cinéma sous la forme d'une résolution lue à la Conférence par le ministre de l'Education nationale Moïse Lankoandé et soutenue par ses homologues du Niger et du Sénégal.
Le 29 février 1969, Ousmane Sembène écrit à Hamidou Ouedraogo une lettre où il indique : « Je crois sincèrement que Ouaga peut servir, étant l'axe central où tous les chemins mènent ».